# La Venus de Ille
La Vénus d'Ille es un cuento de Prosper Mérimée. Fue escrita en 1835 y publicada en 1837. Cuenta la historia de una estatua de Venus que cobra vida y mata al hijo de su propietario, quien se cree que es su marido.

## Resumen de parcela
El narrador, un arqueólogo, está visitando la ciudad de Ille en el Languedoc-Roussillon región de Francia. Un amigo suyo le recomendó a Peyrehorade, que está familiarizado con las ruinas romanas de la zona. Cuando llega, descubre que Peyrehorade hijo, Alfonso, va a casarse con una cierta señorita de Puygarrig, e invita al narrador a la boda.

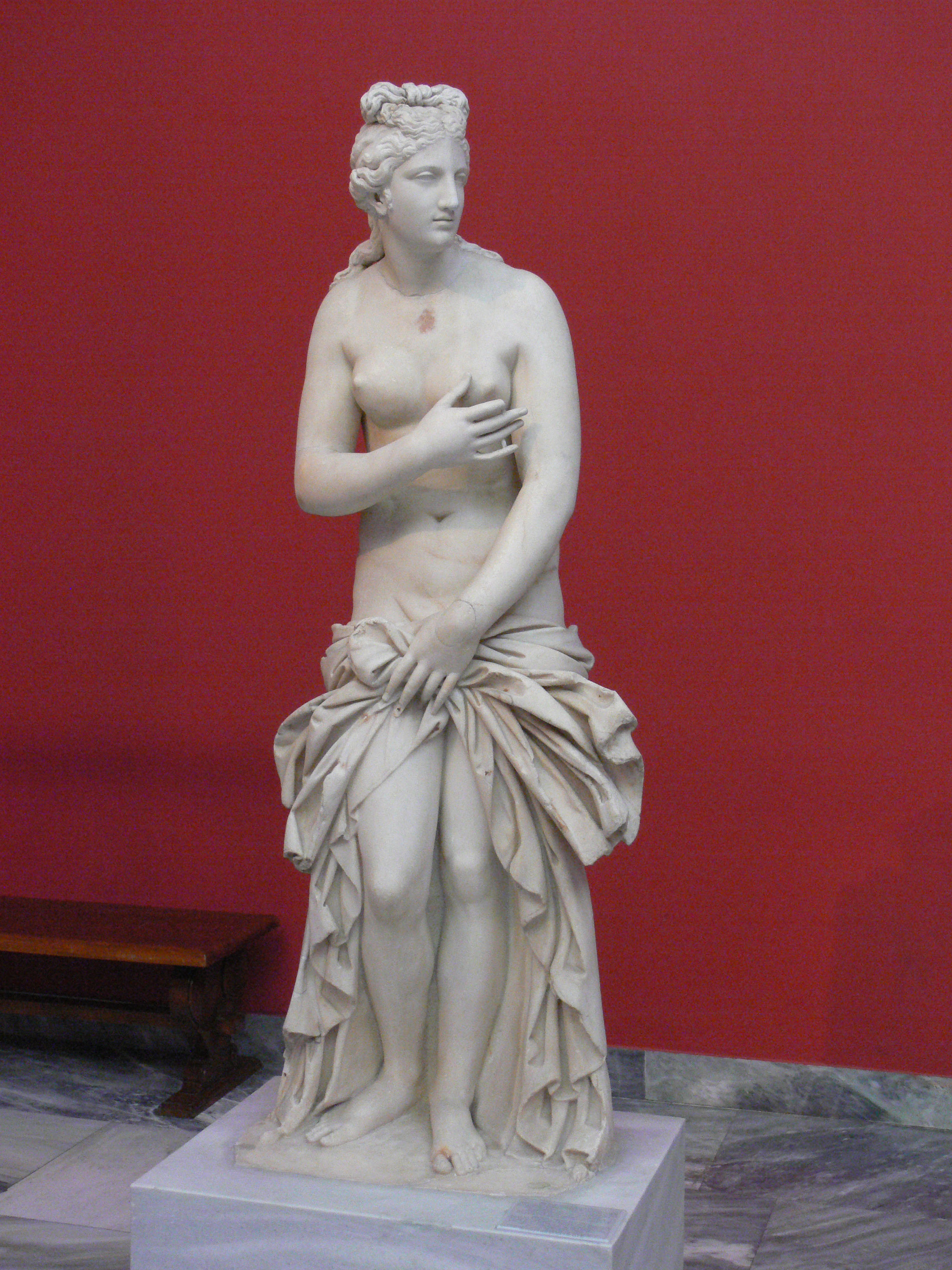
Una estatua de mármol de Venus similar al bronce descrito en Prosperar Mérimée Vénus d'Ille

Entretanto, M. de Peyrehorade Muestra el narrador su descubrimiento nuevo: una estatua de bronce de Venus Pudica.  El narrador juzga la estatua por ser muy vieja y descifra la inscripción. Ambos hombres se maravillan de su fiera mirada; ella es tan aterradora como hermosa. Ella también parece estar maldita: el hombre que la encontró tenía la pierna rota, y otro hombre que arrojó una piedra contra ella fue herido por el rebote de la piedra y golpeándolo.
Antes de la boda, el novio decide jugar un juego de Paume, y deja el anillo de bodas para su novia en un dedo de la estatua. Gana el juego, pero sus adversarios juran venganza. Accidentalmente deja el anillo con la estatua; y cuándo vuelve más tarde para recuperarlo,  descubre que la estatua ha cerrado sus dedos alrededor.  El narrador no cree la historia de Alfonso, ya que él ha estado bebiendo fuertemente en la recepción y se va a la cama.
Por la noche, el narrador oye pesados pasos subiendo la escalera; pero supone que es Alfonso borracho yendo a su cama.  Por la mañana, después del canto del gallo,  oye los mismos pasos que se retiraban por la escalera. De repente, hay gritos y alboroto, el narrador corre por el pasillo para encontrar una multitud de personas que rodean el cuerpo de Alfonso, que al aparecer murió en un abrazo ardiente.
Al principio,  sospecha que fue venganza por el juego de Paume; pero más tarde oye la historia de la mujer de Alfonso, otros afirman que se ha vuelto loca. Ella dice que la estatua entró en la habitación, abrazó a su marido, y pasó toda la noche con él en sus brazos. Por la mañana, la estatua lo dejó allí y volvió a su pedestal.
El narrador dejó la ciudad para regresar a París.  Más tarde oye que M. de Peyrehorade ha muerto, y su esposa tenía la estatua fundida y convertida en una campana para la iglesia local. El narrador comenta que desde que la campana ha sido instalada, los cultivos han sido destruidos en dos ocasiones por las heladas.

## Personajes
- El narrador, un arqueólogo de París encima vacaciones en Ille
- M. de Peyrehorade, el dueño de la estatua
- Mme de Peyrehorade, M. de Peyrehorade mujer
- Alphonse, M. de Peyrehorade hijo
- Mlle de Puygarrig, la prometida de Alfonso y mujer más tardía
- Vénus, la estatua
- le Catalán

- Datos: Q3213955